# Phaenocarpa compressa
Phaenocarpa compressa är en stekelart som beskrevs av Sergey A. Belokobylskij 1998. Phaenocarpa compressa ingår i släktet Phaenocarpa och familjen bracksteklar. Inga underarter finns listade i Catalogue of Life.